# Platysace compressa
Platysace compressa är en flockblommig växtart som först beskrevs av Jacques-Julien Houtou de La Billardière, och fick sitt nu gällande namn av C.Norman. Platysace compressa ingår i släktet Platysace och familjen flockblommiga växter. Inga underarter finns listade i Catalogue of Life.